# Peter Lambert
Pour les articles homonymes, voir Lambert.
 Peter Lambert, né le 1er juin 1859 et mort le 28 février 1939, est un rosiériste allemand de Trèves (Rhénanie-Palatinat).
On lui doit un groupe d'hybrides de Rosa moschata,  nommés Rosa ×lambertiana, les « roses de Lambert », dont le premier fut en 1904 le type ‘Trier’, rosier buisson à floraison remontante. Celui-ci a été croisé par la suite avec des hybrides de thé.

## Biographie
Fils d'une famille d'horticulteurs, il suit son apprentissage dans la pépinière familiale Lambert & Reiter, puis il apprend son métier à la Höhere Gärtner-Lehranstalt de Potsdam ; ensuite il poursuit son apprentissage en France et en Angleterre où il assimile différentes méthodes de la culture des roses. Il quitte Potsdam avec le grade de chef-jardinier royal (königlicher Obergärtner), et entreprend ses recherches en 1889 à l'entreprise paternelle de Trèves dans le domaine des roses. Sa première obtention chez Lambert & Reiter en 1890, est baptisée en l'honneur de l'impératrice Auguste Victoria, épouse du Kaiser Guillaume, sous le nom de 'Kaiserin Auguste Viktoria'. L'année suivante, il ouvre sa propre pépinière à Trèves, où avec son frère Nikolaus (1861-1941), il aménage 60 hectares. À son apogée, elle emploie plus de soixante-dix jardiniers. 
Peter Lambert se marie en 1900 avec Léonie Lamesch, fille de Jean-Baptiste Lamesch, l'un des rosiériste fameux du Luxembourg. Il lui a dédié pendant ses fiançailles une rose naine polyantha, 'Eugénie Lamesch' (1899), issue comme ses autres roses naines de croisements de polyanthas et de rosiers de Noisette. Cette obtention est suivie de 'Léonie Lamesch' et surtout de son premier grand succès international en 1904, 'Trier' (ce qui signifie Trèves), fameux remontant, à l'origine d'un groupe que l'on appelait Lambertiana. En 1914, il est à l'origine d'une centaine d'obtentions.
Peter Lambert maintient de bonnes relations avec d'autres obtenteurs du Luxembourg, comme Soupert & Notting, Gemen-Bourg, et Ketten frères, qui commercialisent ses créations.
Peter Lambert a été à l'initiative avec d'autres de la création en 1904 de l'Europa-Rosarium de Sangerhausen (Saxe-Anhalt), la plus grande roseraie d'Europe, ainsi que celle des Deux-Ponts (Rhénanie-Palatinat) en 1914. Il est également le concepteur de la roseraie de Saverne (Alsace, alors partie de l'Empire allemand). 
Peter Lambert fut membre des jurys de divers concours de roses dont ceux de Saint-Pétersbourg, Paris, Haarlem, Londres, Lyon et Florence et cofondateur de l'association des amis des roses allemands (Verein Deutscher Rosenfreunde, VDR).
Il dirige l'association des amis des roses allemands et contribue à la rédaction de leur revue, die Rosen-Freunde (1890-1911). De nombreux rosiéristes ont effectué leur apprentissage chez lui, comme Johannes Felberg-Leclerc, Mathias Leenders, Wilhelm Hinner, Dines Poulsen ou Mathias Tantau. Son activité décline dans les années 1920, avec la crise économique, mais il sort encore deux grands succès à la fin de sa vie, 'Mozart' et 'Martha Lambert'. Il meurt le 28 février 1939.
Son jardin dans les murs de l'ancienne abbaye bénédictine de Trèves et ses collections de roses ont été détruits pendant la Seconde Guerre mondiale.

## Hommages
Une rue de Trèves, la Peter-Lambert-Strasse, lui a été dédiée.

## Galerie

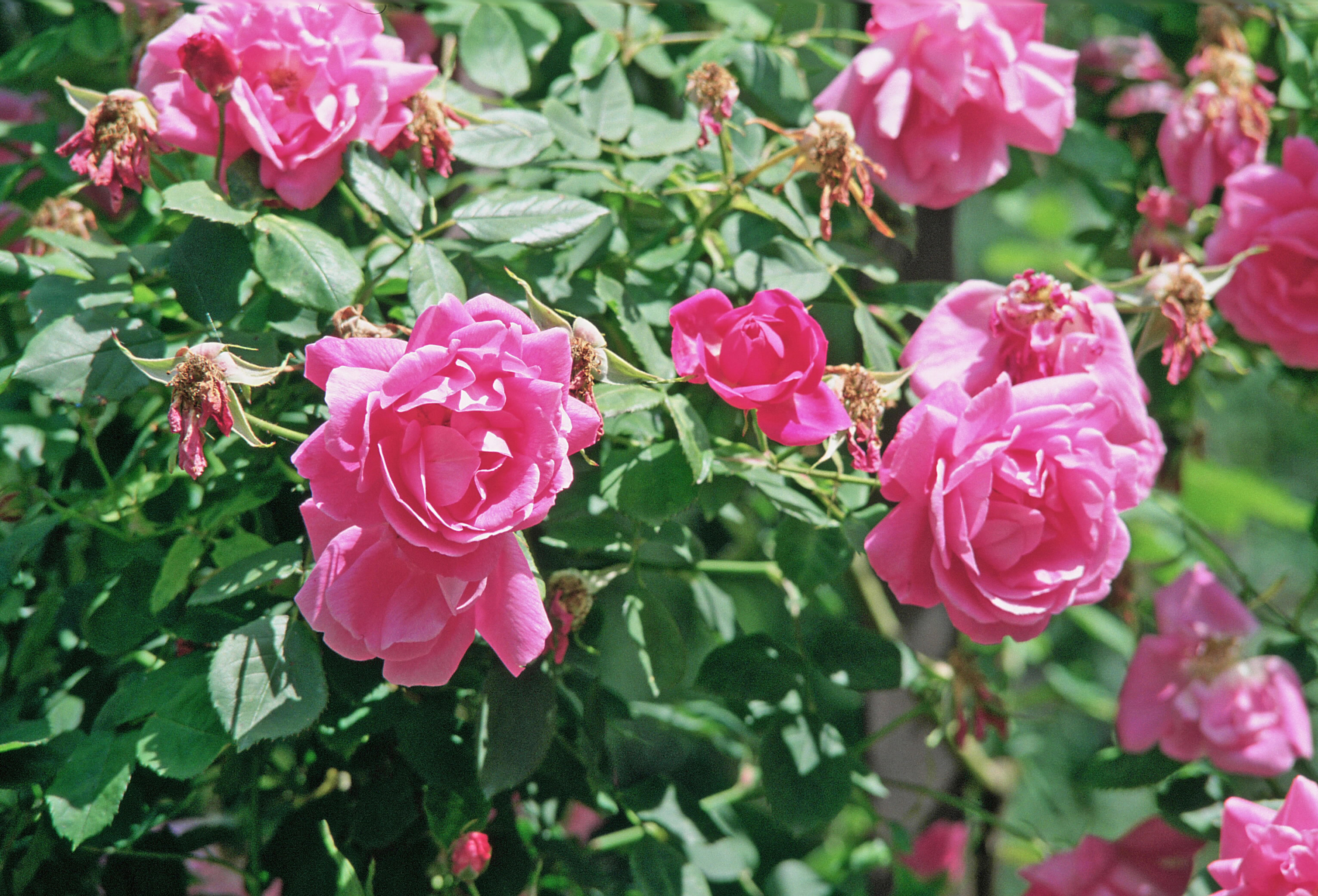
Rose 'Adam Messerich' (1920)
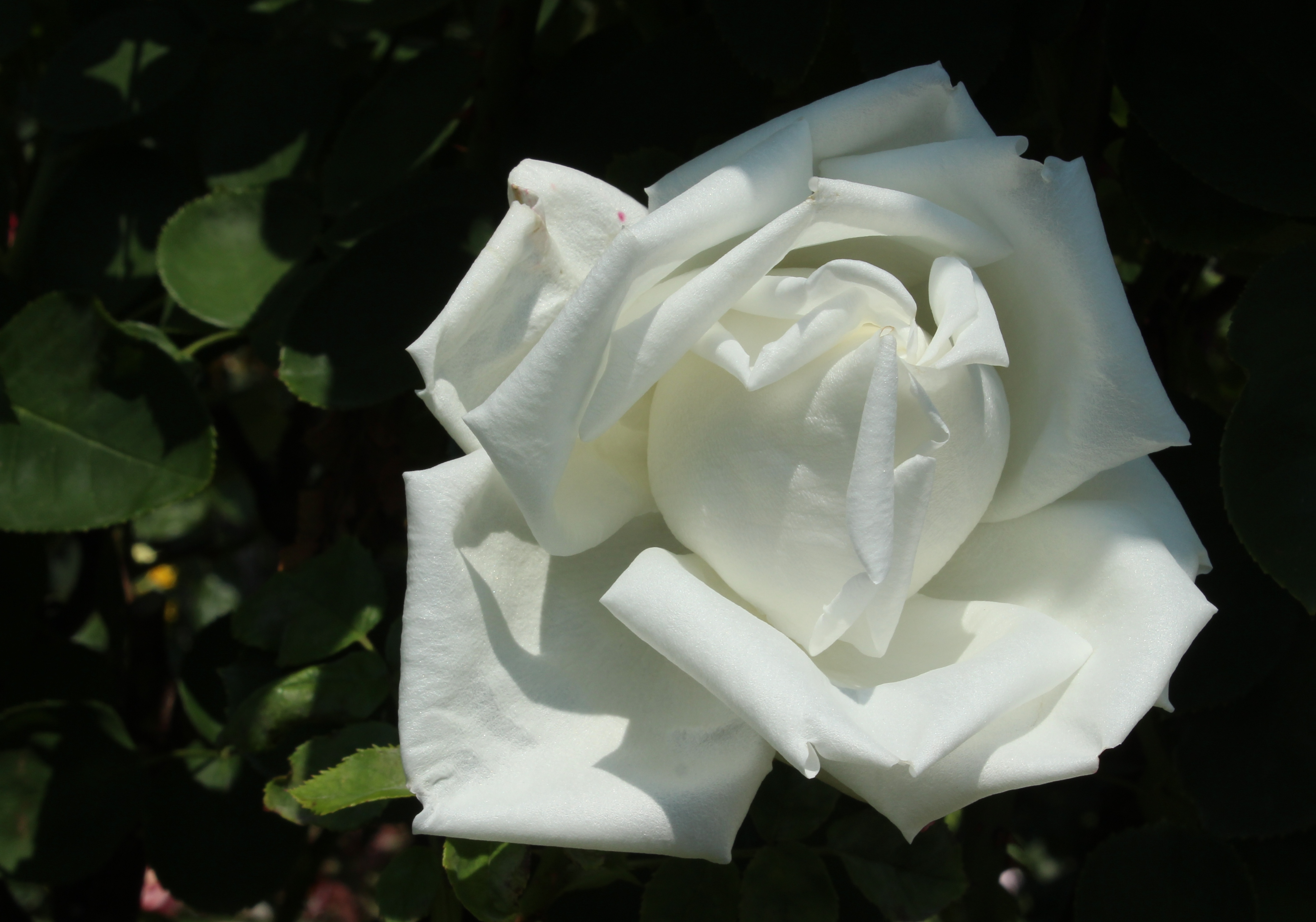
Rose 'Frau Karl Druschki' (1901)
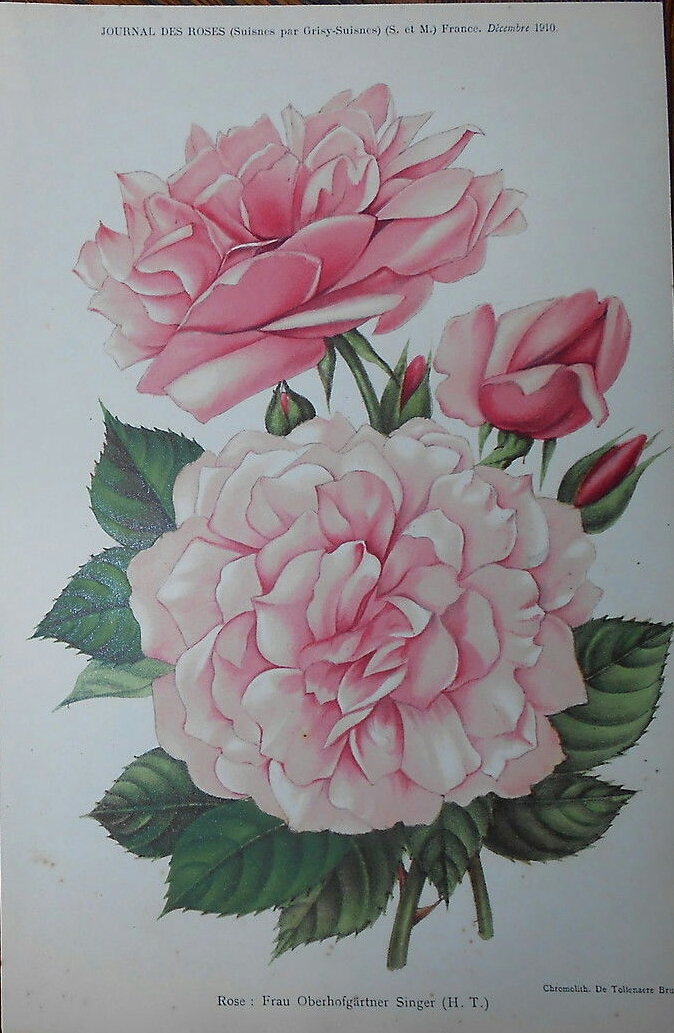
Rose 'Frau Oberhofgärtner Singer' (1908)
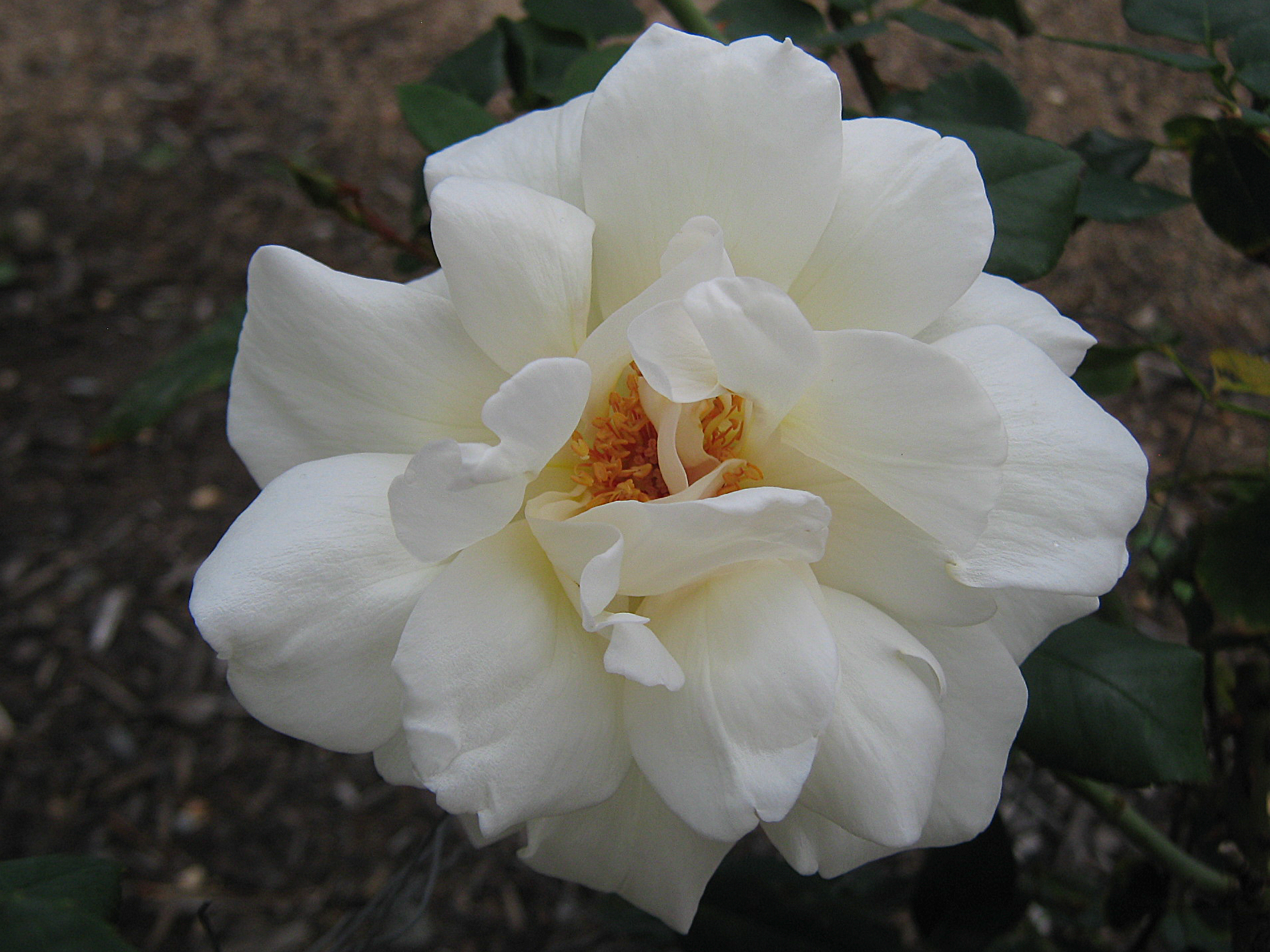
Rose 'Kaiserin Auguste Viktoria' (1891)
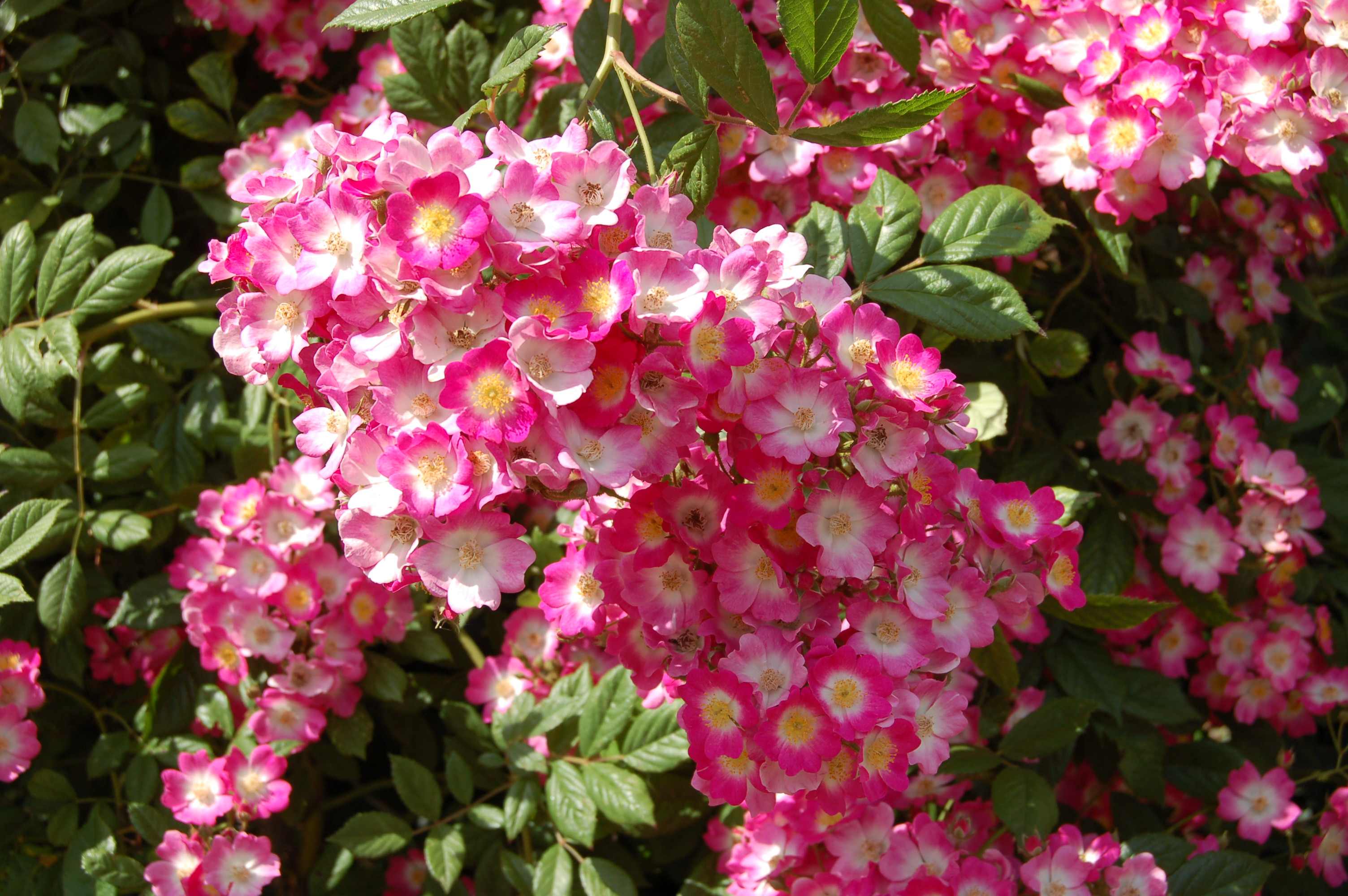
Rose 'Mozart' (1936)
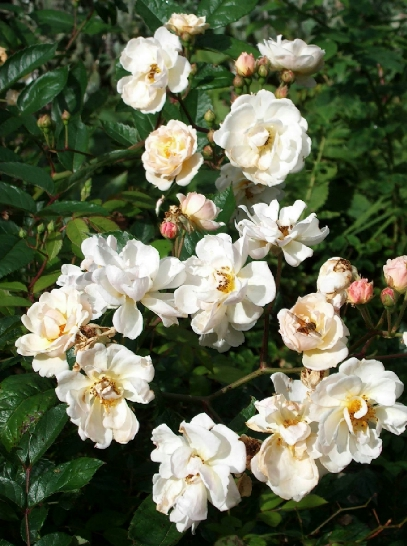
Roses 'Trier' (1904)